# Bahnhof Chemnitz-Hilbersdorf

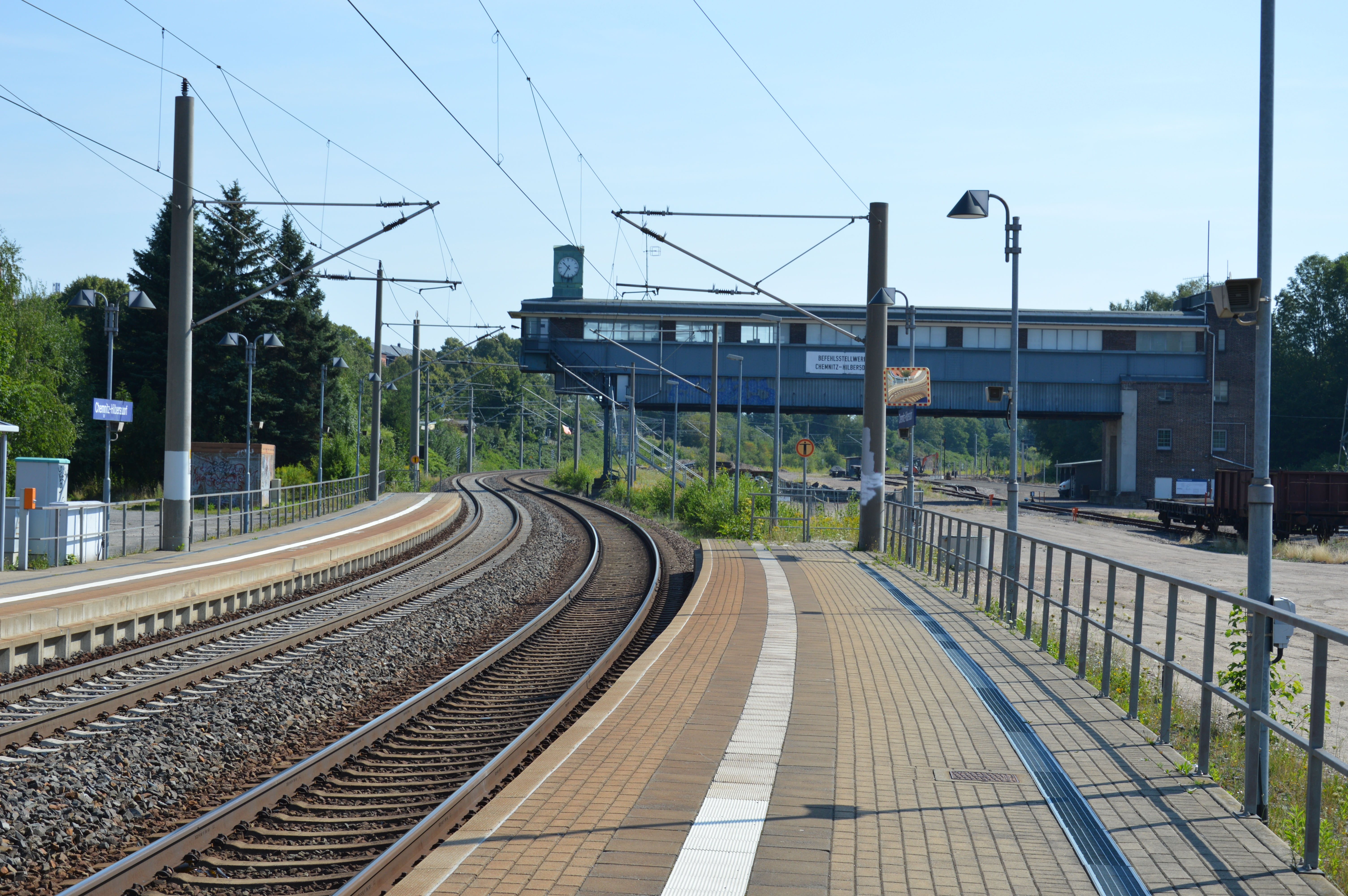
Blick von den Bahnsteigen des Haltepunktes zum ehemaligen Ablaufberg (2015)

Chemnitz-Hilbersdorf ist bzw. war der Name zweier Eisenbahnbetriebsstellen an der Bahnstrecke Dresden–Werdau. Der Haltepunkt Chemnitz-Hilbersdorf Hp wird heute nur noch von Regionalbahnen bedient; der früher viel bedeutendere Güterbahnhof Chemnitz-Hilbersdorf ist stillgelegt und größtenteils abgebaut. Er war innerhalb der Reichsbahndirektion Dresden nach dem Bahnhof Dresden-Friedrichstadt der größte Rangierbahnhof. Auch das zugehörige Bahnbetriebswerk Chemnitz-Hilbersdorf ist aufgelöst, es beherbergt nun das „Sächsische Eisenbahnmuseum“. Einen kleinen Teil des Rangierbahnhofes und dessen Betrieb gibt heute das „Technikmuseum Seilablaufanlage – Rangierbahnhof Chemnitz-Hilbersdorf“ museal wieder. Seit der 4. Sächsischen Landesausstellung 2020 wird das gesamte Ausstellungsgelände beider Museen als „Schauplatz Eisenbahn“ geführt.

## Haltepunkt Chemnitz-Hilbersdorf Hp

### Name
Die Station trug während ihrer Betriebszeit schon drei unterschiedliche Namen, im Einzelnen waren dies:
- bis 30. April 1904: Hilbersdorf
- bis 10. Mai 1953: Chemnitz-Hilbersdorf
- bis 31. Mai 1990: Karl-Marx-Stadt-Hilbersdorf Hp
- seit 1. Juni 1990: Chemnitz-Hilbersdorf Hp[1]

### Geschichte

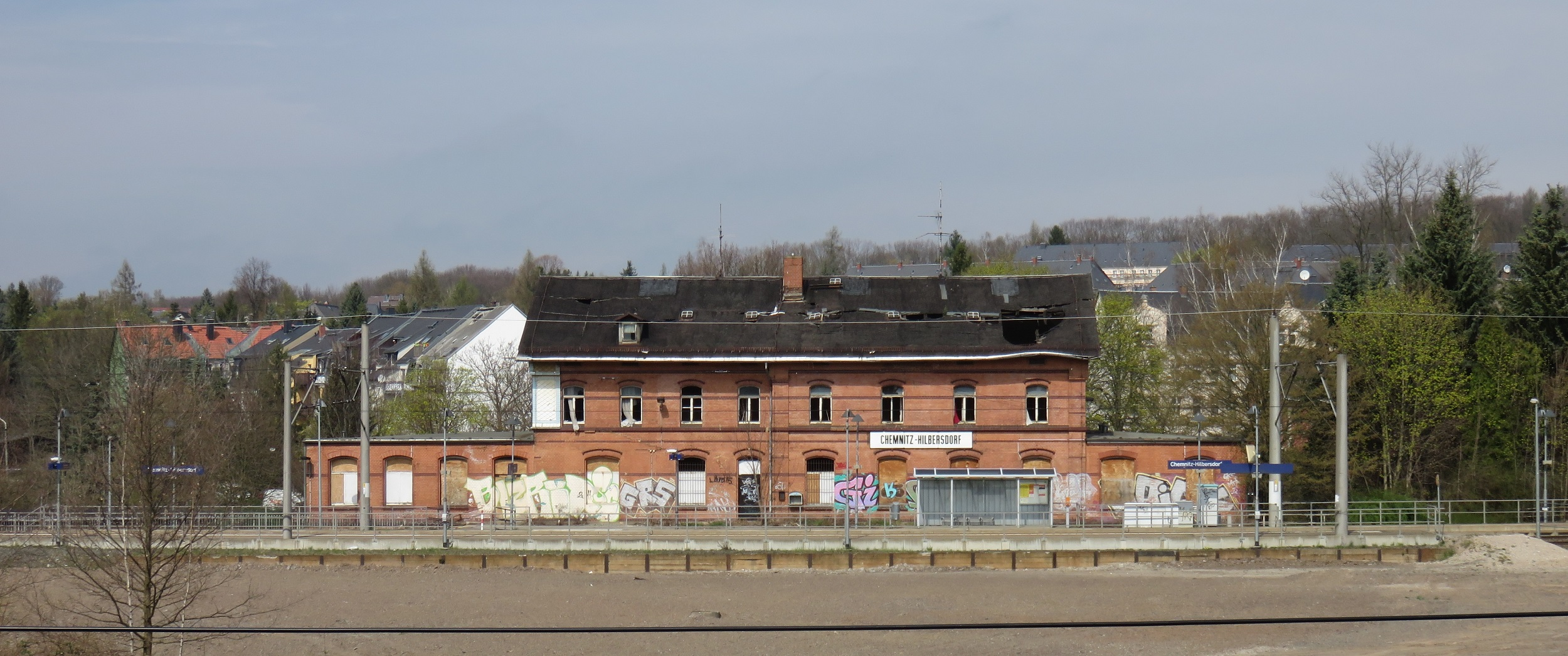
Haltepunkt Chemnitz-Hilbersdorf mit nicht mehr genutztem Empfangsgebäude (2015)

Zunächst bestand in Hilbersdorf keine Bahnstation, obwohl sich die bis 1904 selbstständige Gemeinde lange um einen Bahnanschluss bemühte. Erst am 15. August 1893 wurde ein Haltepunkt eingerichtet, der am 1. Januar 1899 zur Haltestelle erhoben wurde, fortan war auch Güterverkehr möglich. Zunächst lag die Station auf der späteren Fläche des Rangierbahnhofs, erst mit dessen Bau wurde die Haltestelle an den heutigen Standort zwischen Hilbersdorf und Ebersdorf verlegt. Zudem wurde die Haltestelle am 2. Juni 1906 zum Bahnhof erhoben.
Der Güterverkehr wurde 1999 eingestellt, heute ist die Station nur noch ein Haltepunkt. Außer zwei Außenbahnsteigen und einem Personentunnel als deren Zugang werden von der Bahn keine weiteren Anlagen mehr genutzt. Das Empfangsgebäude sowie die Wartehalle am zweiten Bahnsteig sind zwar noch vorhanden, werden aber nicht mehr genutzt und verfallen. Der Güterschuppen dient nach erfolgreicher Sanierung dem Schauplatz Eisenbahn als Ausstellungsgebäude.
Der Haltepunkt Chemnitz-Hilbersdorf wird heute nur noch von Regionalbahnen der Relation Dresden–Zwickau, betrieben durch die Mitteldeutsche Regiobahn, und der City-Bahn Chemnitz nach Hainichen (Bahnstrecke Roßwein–Niederwiesa) angefahren. Die Regionalbahnen der Erzgebirgsbahn nach Cranzahl über Annaberg-Buchholz (Bahnstrecke Annaberg-Buchholz unt Bf–Flöha und Bahnstrecke Vejprty–Annaberg-Buchholz unt Bf) bzw. nach Olbernhau-Grünthal (Bahnstrecke Reitzenhain–Flöha und Bahnstrecke Pockau-Lengefeld–Neuhausen) passieren den Haltepunkt Chemnitz-Hilbersdorf seit 2013 ohne Halt. Im Zuge der Stufe 3 des Chemnitzer Modells soll auch erstmals seit der Umspurung der Straßenbahn Chemnitz ein nördlicher Stadtteil von Chemnitz über das Einkaufszentrum Sachsen-Allee und den früheren Rangierbahnhof Chemnitz-Hilbersdorf an das Chemnitzer Stadtbahnnetz angebunden werden. Die neue Linie soll dann über das bisher nur durch das Sächsische Eisenbahnmuseum genutzte dritte Streckengleis nach Niederwiesa und von dort bis nach Hainichen oder ins Erzgebirge bis Annaberg-Buchholz oder Olbernhau verkehren.

## Güterbahnhof Chemnitz-Hilbersdorf

### Name
Der Bahnhof trug während seiner Betriebszeit schon drei unterschiedliche Namen, im Einzelnen waren dies:
- bis 30. April 1904: Hilbersdorf
- bis 10. Mai 1953: Chemnitz-Hilbersdorf
- bis 31. Mai 1990: Karl-Marx-Stadt-Hilbersdorf
- seit 1. Juni 1990: Chemnitz-Hilbersdorf

### Vorgeschichte und Bau
Zunächst stand für den Güterverkehr nur der Bahnhof Chemnitz (später Chemnitz Hauptbahnhof) zur Verfügung. Da dieser seit den 1870er Jahren überlastet war, wurde 1880 der Chemnitzer Kohlenbahnhof eröffnet. Auch dieser war schon in den 1880er Jahren nicht mehr ausreichend, auch die Erweiterungen der Bahnhöfe Altchemnitz und Chemnitz brachte nur kurzzeitig eine Verbesserung der Verkehrsverhältnisse. Neben einem dringend notwendigen Eisenbahnanschluss der zahlreichen Industriebetriebe im Norden der Stadt fehlte auch ein leistungsfähiger Rangierbahnhof.
Erst plante man den Bahnhof an der Bahnstrecke Neukieritzsch–Chemnitz, ungefähr auf dem Gelände des heutigen Bahnhofs Chemnitz Küchwald. Zwar stand dort ausreichend Bauland zur Verfügung, allerdings hätte der Bahnhof abseits der Hauptverkehrsrichtung Dresden–Zwickau–Reichenbach gelegen. Als neuer Standort wurde deshalb das ansteigende Areal südlich des Werkstättenbahnhofs gewählt. Die Baukosten sollten etwa 10 Millionen Mark betragen.
Zunächst wurde die Hauptstrecke Dresden–Werdau südlich des Werkstättenbahnhofs verlegt, der bisherige Trassenverlauf wurde für den Transport von Baumaterial zur Baustelle weitergenutzt. Der eigentliche Baubeginn war am 24. November 1896, neben Feldbahnen kamen auch Dampfbagger beim Bau zum Einsatz. Auf etwa 25 ha Fläche wurden in sechs Jahren Bauzeit 46 km Gleis mit rund 250 Weichen verlegt. Die Gesamtlänge des Rangierbahnhofs betrug etwa 2,9 km, die Breite bis zu 230 m. An Hochbauten wurden 28 Stellereien und mehrere Dienstgebäude errichtet. Hinzu kamen Unter- und Überführungen sowie ein 1,3 Millionen Mark teures Bahnstromwerk. Auch wurden umfangreiche Lokbehandlungsanlagen gebaut, aus denen später das Bahnbetriebswerk Chemnitz-Hilbersdorf hervorging. Zunächst innerhalb des Bahnhofs konzipiert, wurden die Anlagen am Ostkopf des Bahnhofs gebaut. Am 26. Juni 1902 wurde der 14,7 Millionen Mark teure Bahnhof fertiggestellt, allerdings lief bereits seit dem 1. Mai 1902 der Bahnhof im Probebetrieb.

### Betrieb des Rangierbahnhofes

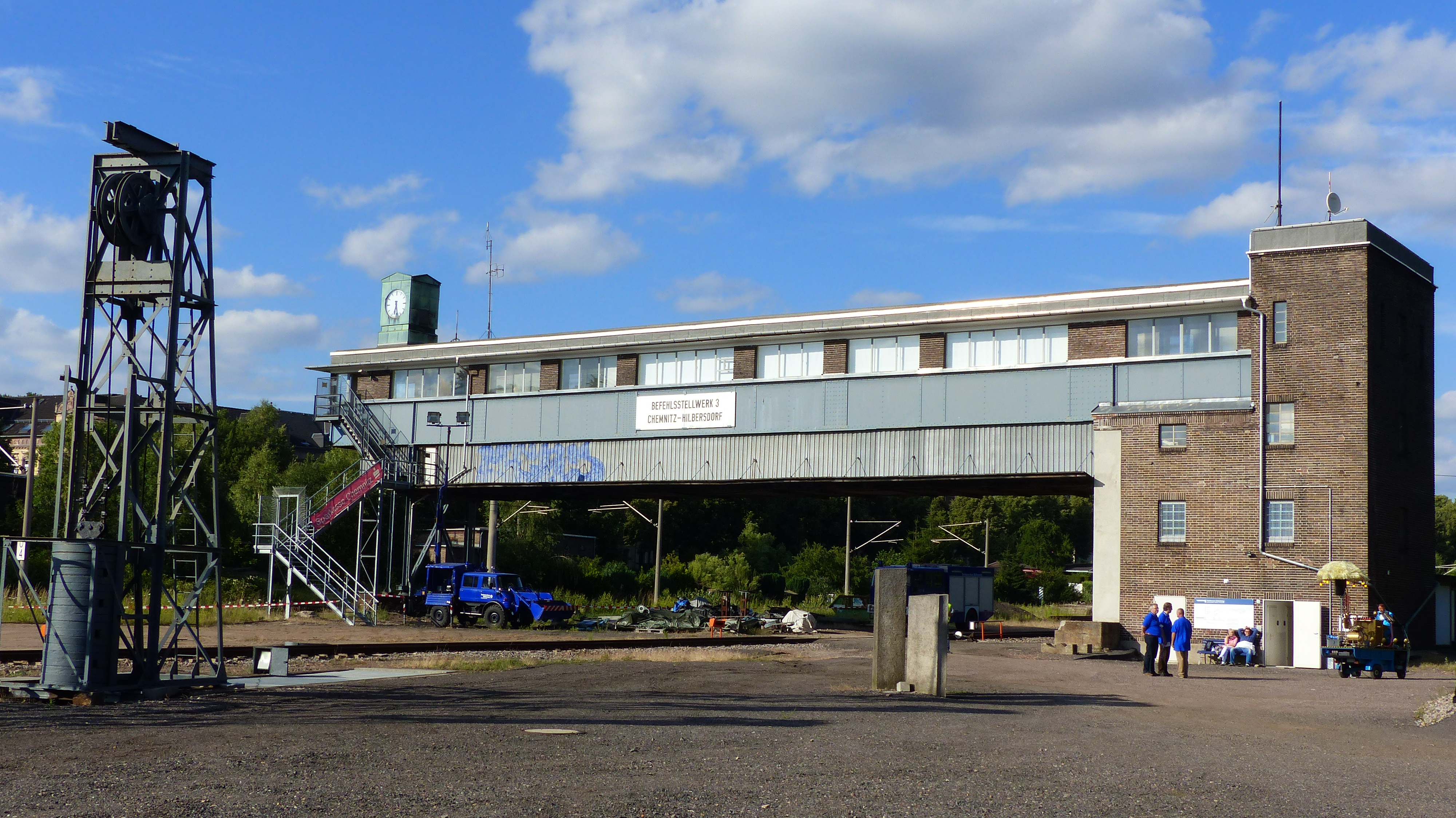
Befehlsstellwerk 3 und Seilablaufanlage des Rangierbahnhofs Chemnitz-Hilbersdorf (2015)

Der Güterverkehr im Eisenbahnknoten Chemnitz wurde mit der Eröffnung vollkommen neu organisiert. Für die Strecken Richtung Norden wurde eine zweigleisige Gleisverbindung über den Werkstättenbahnhof geschaffen. Ausgehend vom Bahnhof Küchwald beziehungsweise der Abzweigstelle Furth verkehrten die Güterzüge aus Richtung Leipzig und Riesa kreuzungsfrei zum Rangierbahnhof. Zwischen Niederwiesa und Hilbersdorf wurde zunächst ein nur dem Güterverkehr dienendes Streckengleis verlegt. Später kam noch ein zweites hinzu. Der Chemnitzer Bahnhof diente nur dem lokalen Güterverkehr, da aber noch sämtliche Güterzüge aus Richtung Reichenbach/Zwickau, Aue und Stollberg den Bahnhof Chemnitz durchfahren mussten, konnte der Personenverkehr nicht vollkommen vom Güterverkehr getrennt werden.
Nach Dresden-Friedrichstadt und Zwickau war Hilbersdorf der dritte Gefällebahnhof Sachsens. Bis auf die Ausfahrgleise sowie die Umladehalle lagen fast alle Gleise in einem Gefälle von 1:100. Die aufzulösenden Güterzüge werden entweder direkt von der Zuglok oder einer Rangierlok auf die Berggleise im Osten gefahren. Der restliche Rangierbetrieb lief im Normalfall ohne Triebfahrzeugeinsatz ab, einzig bei starkem Westwind oder viel Schnee waren noch Rangierlokomotiven vonnöten. Über die Richtungsgleise und Sortiergleise wurden die Güterwagen in die Ausfahrgleise abgelassen. Bereits in den ersten Betriebsjahren wurden täglich etwa 60 Züge mit rund 1800 Wagen aufgelöst und neu gebildet. Aufgrund des hohen Verkehrsaufkommens sowie einer fehlenden Kommunikationsmöglichkeit zu den Hemmschuhlegern – diese mussten die abzubremsenden Wagen anhand des Fahrwegs erkennen – kam es regelmäßig zu schweren Unfällen. Nach dem Ersten Weltkrieg stieß man an die Kapazitätsgrenze von etwa 3000 Wagen täglich, mitunter waren sogar 3500 Wagen zu bewältigen. So waren 1925 täglich bis zu 120 Züge zu behandeln. Es kam zu einem Wagenrückstau bis nach Dresden–Friedrichstadt und Zwickau, da keine anderen geeigneten Möglichkeiten zur Zugbildung im Chemnitzer Raum vorhanden waren.
Neben der fehlenden Kapazität gab es weitere Probleme. Der meist vorherrschende Westwind beeinträchtigte den Rangierbetrieb enorm. Zudem behinderten zahlreiche Zugfahrten den eigentlichen Rangierbetrieb. So kreuzten die Züge aus Richtung Westen den Ablaufberg und Fahrten zum Bahnbetriebswerk Chemnitz-Hilbersdorf durchquerten ebenfalls wichtige Fahrstraßen, weiterhin waren die Zuglängen gestiegen, viele Gleise waren einfach zu kurz. Es wurden daher mehrere Lösungsvarianten projektiert:
- Bau einer nördlichen Umgehungsbahn
- Bau einer südlichen Umgehungsbahn
- Erweiterung der Bahnhofsanlagen
- Veränderung des Betriebsablaufes im Bahnhof

Die angedachte nördliche Umgehungsbahn über Grüna–Rottluff–Küchwald wurde bereits am Anfang der Planungen wieder verworfen. Favorisiert wurde zunächst die südliche Umgehungsbahn, die bereits in den 1910er Jahren für den Anschluss zahlreicher Industriebetriebe geplant worden war. Das Projekt sollte circa 45 Millionen Mark kosten. Enthalten waren darin auch größere Erweiterungen am bestehenden Bahnhof; des Weiteren sollte eine Verbindungsstrecke vom Bahnhofsostkopf über eine neue Einfahrgruppe zum Haltepunkt Kinderwaldstätte an der Bahnstrecke Riesa–Chemnitz führen. Insbesondere die Fahrzeitverlängerung sowie Probleme beim Grundstückserwerb ließen die etwa 17 km lange südliche Umgehungsbahn scheitern. Neben drei jeweils rund 1000 m langen Tunneln waren drei weitere Stationen geplant, eine nahe dem Bahnhof Chemnitz Süd mit eigenem Ablaufberg.
Anstelle der südlichen Umgehungsbahn wurden ab 1926 die Betriebsabläufe im Bahnhof optimiert. Für rund 2,6 Millionen Mark wurden bis 1928 zwei zentrale Stellwerke gebaut, die Ablaufgleise verlängert, die Signalanlagen optimiert sowie die Fahrstraßen verändert. Von Siemens & Schuckert wurde eine Seilablaufanlage in die sechs Ablaufgleise eingebaut. Innerhalb der Gleise fuhr auf eigenen Schmalspurgleisen immer ein Seilwagen, jeweils zwei Seilwagen waren über eine Umlenkrolle miteinander gekoppelt. Durch eine ferngesteuerte Backenbremse konnte der an den Zug gekoppelte Seilwagen an jeder Stelle gebremst werden. Mit der rund 400.000 Reichsmark teuren Anlage – seinerzeit die modernste Anlage Deutschlands – konnten maximal 1200 t bewegt werden. Die Anlage rentierte sich schon nach kurzer Zeit, da mit ihr zahlreiche Arbeiter eingespart werden konnten. Zwar war Chemnitz-Hilbersdorf mit dem Ausbau bis 1930 wesentlich leistungsfähiger geworden, die Engstelle Hauptbahnhof blieb aber bestehen.
Eine neue Umladehalle am Standort der alten Halle wurde 1933/34 gebaut, insgesamt war das Gebäude 43 m breit und 374 m lang. Die sechsgleisige Halle hatte aber aufgrund der beengten Lage wie bereits die alte Halle keinen Straßenanschluss.

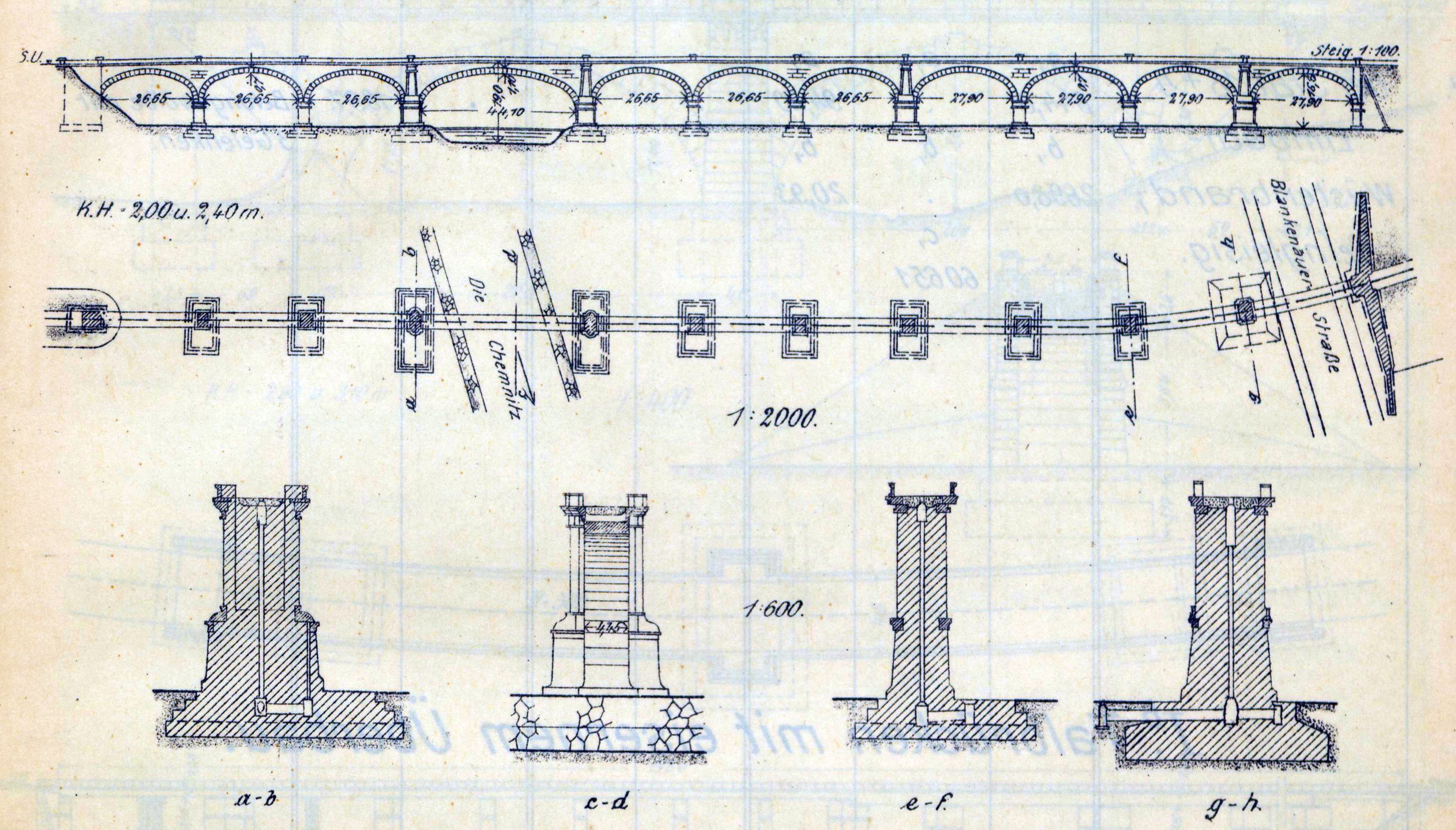
Eisenbahnbrücke nach dem Bahnhof 1911

Während des Zweiten Weltkriegs wurden die Chemnitzer Bahnanlagen 1944/45 das Ziel großflächiger alliierter Luftangriffe. Zwar wurden zahlreiche Gebäude beschädigt oder zerstört und viele Gleise unterbrochen, im Gegensatz zu anderen großen Bahnknoten blieb Chemnitz weitgehend intakt. Allerdings wurde im Frühjahr 1945 die Brücke der Verbindungsbahn über die Strecke Dresden–Werdau beschädigt. Alle Güterzüge aus Richtung Leipzig und Riesa mussten im Hauptbahnhof Kopf machen. Die größten Schäden wies der Südteil auf, endgültig repariert wurden die Anlagen erst Ende 1947. Zuvor waren schon zahlreiche Gleise innerhalb des Bahnhofs, ein Gleis der Güterverbindungskurve nach Küchwald/Furth sowie die Gütergleise nach Niederwiesa als Reparationsleistung demontiert worden.
In den 1960er Jahren wurde der Rangierbahnhof modernisiert. So wurde die Seilablaufanlage für Züge bis zu 1500 t ausgerüstet, damit schwere Züge nicht mehr geteilt werden mussten. Große Teile des Bahnhofs wurden 1965 mit dem Streckenabschnitt Zwickau–Freiberg elektrifiziert. Der Dampflokeinsatz im Rangierdienst endete 1968. Fortan wurde die Baureihe V 60 (spätere Baureihe 106/105) verwendet, welche die jahrzehntelang eingesetzten Baureihen 75.5 und 94.19–21 ablöste. Ende der 1960er Jahre wurden die ersten Balkengleisbremsen eingebaut.
1987/88 erhielten erste Bahnhofsteile Schraubenbremsen. Bedingt durch die wirtschaftlichen Veränderungen der Wende 1989/90 sank das Transportvolumen stark. So gab es im nach Dresden-Friedrichstadt zweitgrößten Rangierbahnhof der Reichsbahndirektion Dresden kaum noch Rangierbedarf. Noch 1990 wurden daher im Südteile zahlreiche Gleise aufgelassen und im Mai 1991 die inzwischen häufig defekte Seilablaufanlage sowie zwei von sechs Ablaufgleisen außer Betrieb genommen. Anstelle mit der Seilablaufanlage wurden die Züge fortan mit der Baureihe 106 rangiert. Bereits 1993 war der halbe Bahnhof außer Betrieb. Einzige größere Investition blieb der Ausbau der Seilablaufanlage auf den vier verbliebenen Ablaufgleisen. Durchschnittlich wurden 1995 nicht einmal mehr 400 Wagen täglich behandelt. Im Dezember 1996 wurde der Bahnhof geschlossen. Mittlerweile wurden fast sämtliche Gleisanlagen abgebaut.

## Schauplatz Eisenbahn
2009 kaufte der Förderverein Eisenbahnfreunde Richard Hartmann einen Teil des Bahngeländes mit dem  Stellwerk III, dem ehemaligen Befehlsstellwerk, und richtete es als Technikmuseum Seilablaufanlage – Rangierbahnhof Chemnitz-Hilbersdorf ein. Seit 2012 kann der Betrieb auf einer 300 Meter langen Demonstrationsstrecke vorgeführt werden. Auch das Maschinenhaus mit Generatoren und Seilantriebsanlage (System nach Wilhelm Karlik) wurde (teil-)saniert, einer der Antriebsmotoren ist wieder in Betrieb. Für seine Bemühungen erhielt der Verein Eisenbahnfreunde Richard Hartmann Chemnitz e. V. im Jahr 2014 vom Deutschen Nationalkomitee für Denkmalschutz die Silberne Halbkugel (höchste Auszeichnung auf dem Gebiet der Denkmalpflege für nichtprofessionelle Kreise).
Das Technikmuseum Seilablaufanlage präsentiert als „einzige Seilablaufanlage Europas“ den „originalgetreuen Ablauf der lokomotivlosen Zerlegung von Güterzügen“.
Seit 2021 werden beide Museen gemeinsam auch als Schauplatz Eisenbahn bezeichnet.